# Liste des infrastructures routières en Normandie
Liste des infrastructures routières en Normandie, c'est-à-dire des ponts, autoroutes et routes nationales en Normandie : 

## Ponts
- Pont Gustave-Flaubert (Rouen)
- Pont de Brotonne
- Pont de Tancarville
- Pont de Normandie

## Autoroutes
- Autoroute A13 ou « Autoroute de Normandie » de Caen à Douains
- Autoroute A28 de Blangy-sur-Bresle à Alençon
- Autoroute A29 de Beuzeville à Aumale
- Autoroute A84 de Caen à Rennes
- Autoroute A88 de Caen à Sées
- Autoroute A131 de Bourneville à Harfleur
- Autoroute A132 de Pont-l’Évêque à Canapville
- Autoroute A139 d’Oissel à Saint-Étienne-du-Rouvray
- Autoroute A150 de Rouen à Barentin
- Autoroute A151 de Saint-Jean-du-Cardonnay à Varneville-Bretteville
- Autoroute A154 de Val-de-Reuil à Acquigny
- Voir aussi : Autoroute des Estuaires

## Routes nationales
- RN12
- RN13
- RN14
- RN15
- RN25
- RN26
- RN27
- RN28
- RN29
- RN30
- RN31
- RN132
- RN134
- RN154
- RN158
- RN174
- RN175
- RN176
- RN177
- RN178
- Boulevard périphérique de Caen (RN814)

## Routes européennes
- Route européenne 3
- Route européenne 5
- Route européenne 44
- Route européenne 46

## Autres
- Contournement sud de Caen
- Grand contournement de Paris